# Ocnophiloidea
Ocnophiloidea is een geslacht van Phasmatodea uit de familie Diapheromeridae. De wetenschappelijke naam van dit geslacht is voor het eerst geldig gepubliceerd in 2001 door Zompro.

## Soorten
Het geslacht Ocnophiloidea omvat de volgende soorten:
- Ocnophiloidea dillerorum Hennemann & Conle, 2007
- Ocnophiloidea ramale (Giglio-Tos, 1898)
- Ocnophiloidea regularis (Brunner von Wattenwyl, 1907)